# ジ・エンプティ
ジ・エンプティ（英語名：The Empty）福岡県久留米市出身の4人組青春ロックバンドである。2019年に中学校の同級生同士で結成され、福岡を拠点に精力的な活動を展開している。疾走感のあるメロディと感情的な歌唱を特徴とする。等身大のストレートな歌詞とエネルギッシュなライブパフォーマンスで若者たちの心を掴む。2023年末よりNo Big Deal Recordsに所属。

## 結成の経緯と活動開始
バンドの母体はトクナガシンノスケ、クガケンノスケ、カワカミタイキが福岡県立久留米筑水高等学校在学中に組んだ軽音楽部のバンドで、RADWIMPSやELLEGARDEN、SIX LOUNGEといった邦楽ロックのコピーからスタートした。当初は専任ボーカル不在で活動していたが、後にカワカミの中学校時代の同級生で、隣の久留米市立南筑高等学校に通っていたハルモトヒナをボーカルとして勧誘し、2020年に現在の4人体制で「ジ・エンプティ」を正式に結成した。
バンド名の由来には諸説あるが、ハルモトヒナによると最も有力なのは、英語の授業で習ったガソリンメーターのEmptyから。結成当初から地元福岡・久留米の音楽スタジオWest Pointで練習を重ねた。West Pointのオーナーが周囲に「地元でいいバンドがでてきたよ」と周知をしてくれたことがきっかけとなり、学園祭や地元イベントへの出演を重ねて知名度を上げていった。メンバーが学生時代から培った絆とチームワークは、バンドの結束力とステージ上での一体感に表れている。

## メンバー
- ハルモトヒナ（Vo） – ボーカル担当。春本 陽（はるもと ひな）、2000年6月18日。バンドのフロントマンであり、観客を盛り上げるMCや歌唱力に定評がある[6]。家族全員が何らかの楽器を嗜む家庭に育ち、本人は小学校3年生の頃からバイオリンを始めた[5]。幼少期からMr.Childrenを愛聴し、影響を受けたアーティストにMr.ChildrenやASIAN KUNG-FU GENERATIONの名を挙げている。高校時代はバドミントン部の活動に専念していたため、部活が終わった時点でバンドに加入した[5]。九州芸術大学卒業[7]。作詞作曲も手掛けており、例えば「神様からの贈物」「銀河高速に乗って」はハルモトヒナが詞曲を書いた楽曲である。弾き語りでソロ活動も行う。明るく真っ直ぐな人柄で、バンドのムードメーカー的存在。節約家で堅実な性格[8]。ソロで弾き語りも行う。
- トクナガシンノスケ（Gt） – ギター担当。徳永 慎之介（とくなが しんのすけ）、2001年1月22日生まれ。リードギターとコーラスを務め、楽曲の作曲面でも中心的役割を担う。高校時代にバンド結成のきっかけを作った一人で、当初はベースボーカルを担当していたが後にギターに転向した経緯がある。影響を受けた音楽はBUMP OF CHICKENやBIGBANG、オアシス、吉田拓郎など多岐にわたり、作曲にもその幅広い感性が活かされている[4]。自身が手がけた楽曲「思い出は甘いままで」は「今まで作った中で一番好きな曲」と語っており、バンドの代表曲の一つとなっている。造園士資格、中高英語教員免許保有[8][9]。高校時代のあだ名は「ギラつくリボルバー」[8]。
- クガケンノスケ（Ba） – ベース担当。久賀 健之介（くが けんのすけ）、2000年7月14日生まれ。骨太なベースラインと的確なコーラスワークでバンドを支える。結成時からのメンバーで、トクナガシンノスケとは中学が同じ幼馴染み[4]。高校では当初ギターを担当していたが、ベースに転向した[4]。バンドを組む前からBUMP OF CHIKENに傾倒[4]、青春パンク系の音楽を好む。楽曲制作では主にアレンジ面で貢献。温和な性格で、ハルモトヒナ曰く「人たらし」[8]だが、ライブでは激しいパフォーマンスを見せる。造園士資格保有[8]。高校時代のあだ名は「濡れたチェーンソー」[8]。
- カワカミタイキ（Dr） – ドラムス担当。川上 大樹（かわかみ たいき）、2000年6月27日生まれ。力強いドラミングと的確なリズムキープでバンドの土台を築く。福岡の有力ブレイクダンスチーム九州男児新鮮組に所属し、世界大会にも出場していた[10][11]。高校で友人である他のメンバーに誘われてバンドに参加。当初は楽器未経験であったが、軽音部入部を機にドラムを習得した。幼少期から父の影響で洋楽ロックに親しみ、グリーン・デイやレッド・ホット・チリ・ペッパーズなどの影響でドラマーを志した経緯がある[4]。さらにONE OK ROCKの影響で派手なツーバスやタム回しを取り入れるなど、プレイスタイルにも現代ロックのエッセンスを取り込んでいる。作詞・作曲も担当し、「連れ出してやるぜ今夜」が代表作[12]。造園士資格保有[8]。高校時代のあだ名は「エアガン」[8]。

## 音楽性の特徴と影響を受けたアーティスト
音楽スタイルは疾走感あふれるメロディックな青春ロックで、観客と合唱（シンガロング）する一体感を重視している。疾走感のあるメロディと感情的な歌唱を特徴とする。ライブでは感情の起伏を活かした演出を行う。メンバー4人中3人が作詞作曲を担当し、それぞれが異なる個性を楽曲に持ち寄る点も特色である。
各メンバーの多様な音楽的バックグラウンドが、ジ・エンプティの楽曲に豊かな要素をもたらしている。また結成当初はONE OK ROCKの影響で英語詞の楽曲を作っていたが、「みんなで歌いたい」という思いから日本語詞に切り替えた経緯がある。
地元久留米市の先輩バンドであるTHE FOREVER YOUNGを敬愛。

## ディスコグラフィ

### シングル・EP
| 発売日         | タイトル                | 収録曲                                                                    | 形式             | レーベル            |
| -------------- | ----------------------- | ------------------------------------------------------------------------- | ---------------- | ------------------- |
| 2021年8月21日  | ジ・エンプティ 1st Demo | MY SWEETIE バチコイ 今宵はベイビー                                        | 自主制作CD／配信 | 自主制作            |
| 2022年2月23日  | テイクミーアウト        | テイクミーアウト Sunday morning ロンリーナイト                            | 配信シングル     | 自主制作            |
| 2022年8月17日  | 青春                    | おやすみレイディ ラブソング グッバイ青春                                  | 配信シングル     | 自主制作            |
| 2023年12月6日  | 神様からの贈物 e.p.     | 神様からの贈物 さよなら涙 あいつの唄 思い出は甘いままで                   | CD／配信         | No Big Deal Records |
| 2024年4月17日  | ウルトラロマンティック  | ウルトラロマンティック                                                    | 配信シングル     | No Big Deal Records |
| 2024年10月30日 | 革命 e.p.               | 革命 笑っておくれよ 連れ出してやるぜ今夜 銀河高速に乗って                 | CD／配信         | No Big Deal Records |
| 2025年5月7日   | 輝き                    | 輝き                                                                      | 配信シングル     | No Big Deal Records |
| 2025年8月6日   | 覚醒少女 e.p.           | 覚醒少女 曖昧 とまらない愛を 俺たち大人になれるかな BE FINE（CDのみ収録） | CD／配信         | No Big Deal Records |

### 参加作品
| 発売日       | タイトル | 形式    | レーベル            | 収録曲（提供曲） |
| ------------ | -------- | ------- | ------------------- | ---------------- |
| 2022年9月7日 | the 9    | CD/配信 | LIVE HOUSE Queblick | 空っぽの歌       |

## ライブ・イベント

### 2019年
- （結成） – 福岡県久留米市にて前身バンド「The Empty」結成。当初は地元の学園祭や地域イベントへ積極的に出演し、知名度を上げていった。

### 2020年
- ハルモトヒナ加入。「ジ・エンプティ」として引き続き福岡県内を中心にライブ活動を継続。この年は新型コロナウイルスの影響もあり、小規模なライブ出演が主となった。

### 2021年
- 地元ライブハウスでの公演を重ねる中、8月21日に初のデモCD『ジ・エンプティ 1st Demo』をリリース。この頃から福岡市内のライブイベントにも出演機会を広げ、着実に動員を増やした。

### 2022年
- 2022年2月～8月 – 1stシングル「テイクミーアウト」（2月）および2ndシングル「青春」（8月）をリリース。リリースに伴い福岡市内のライブハウスでレコ発イベントやインストアライブを開催し、同世代バンドとの対バンを重ねる。
- 先輩バンドのツアーゲスト参加 – 地元・久留米の先輩バンドであるTHE FOREVER YOUNGのツアーにゲスト出演し、ライブ経験を積む[23]。この出演をきっかけにバンドの存在が地元シーンで注目され始める。
- 12月4日 – 長崎・DRUM Be-7にて開催された「04 Limited Sazabys “Harvest tour 2022”」長崎公演にゲストアクトとして出演[24]。地元九州での大規模ライブへの参加となり、観客に強い印象を残した（※この公演はチケット完売）。

### 2023年
- 神様からの贈り物ツアー2023[25]  – 12月6日に1st EP『神様からの贈り物 e.p.』をリリースし、同月にかけて福岡・名古屋・大阪・東京の4都市でリリースツアーを敢行[1]。各公演で地元バンドを招いた対バン形式のライブを行い、バンド初の広域ツアーとなった。福岡公演では地元久留米からのファンも多く駆け付けたという。
- レーベル所属 – 2023年末、ロックレーベルのNo Big Deal Recordsへの所属を発表。所属直後からレーベル主催イベントへの参加が決定し、活動の場を全国区へと拡大する。

### 2024年
- 2月27日 – 東京・下北沢SHELTERにて、No Big Deal Records合同ツアー「Young Groove Tour 2024」のファイナル公演に出演[3]。レーベル所属の若手4組（ジ・エンプティ、鉄風東京、Bye-Bye-Handの方程式、ORCALAND）によるツアーで、名古屋・大阪・福岡を巡り東京で締めくくった。この日ジ・エンプティは2番手で登場し、観客を巻き込むエネルギッシュなステージを披露。
- 4月29日 – 福岡・シーサイドももち海浜公園地行浜ビーチ内特設ステージ、「TRIANGLE 2024」に出演。ジ・エンプティにとって初のフェス出演となった。出演の様子は後にAMAZON twitchで配信された[26][27]。
- 4月30日 – 配信シングル「ウルトラロマンティック」をリリース。リリース直後のライブでも新曲を披露し、新境地となるポップな楽曲で観客を沸かせた。
- 6月5日・6月13日 – 福岡市にて自主企画ツーマンイベント「ロマンティックナイト」福岡編を開催。続いて東京・Spotify O-Crestにて東京編を開催。ゲストのHERO COMPLEXとのツーマンライブとなり、チケットはソールドアウト[13]。先輩バンドと真正面から激突する貴重な機会となり、会場は開演前から熱気に包まれた。
- 7月6日 – 神奈川・横浜アリーナおよび新横浜NEW SIDE BEACH!!にて開催された「Talking Rock!FES.2024」に出演。ジ・エンプティは、新横浜NEW SIDE BEACH!!のライブハウスステージのトップバッターを務め、エネルギッシュなパフォーマンスで観客を魅了[28]。
- 9月 – 福岡市にて自主企画イベント「宴 -EN-」を開催[29]。地元への感謝を込めたイベントで、複数のゲストバンドが出演。地元・福岡での存在感を示す重要なライブとなった。
- 10月30日 – 2nd EP『革命 e.p.』をリリース。収録曲を引っ提げ、翌11月からバンド史上最大規模の全国ツアーを開催。
- 11～12月 – 10月リリースの2nd EP『革命 e.p.』収録曲を引っ提げバンド初の全国ツアー「革命ツアー2024」を全国12か所で開催[30]。12月18日に開催された福岡BEAT STATION（w/ FOMARE）ではソールドアウトを記録。
- 12月22日 – 名古屋市の大型ロック・フェス「MERRY ROCK PARADE 2024」に初出演[31]。ツアーを経て成長した姿を示す舞台となった。

### 2025年
- 3月 – 「SAN」（プロジェクトファミリーとの共同企画）開催。3マン形式のイベントで、バックドロップシンデレラ、Bye-Bye-Handの方程式をゲストに迎えて宮崎・熊本・大分で開催 。3公演とも九州各地のファンを動員し、バンドにとって初の九州ツアー的な趣旨となった。
- 4月13日 – 東京（都内複数会場）、サーキット型フェス「でらロックフェスティバル 2025」に出演。
- 4月14日 – 神奈川・F.A.D YOKOHAMA、ライブイベント「sing a lot vol.35」に出演。
- 4月20日 – 東京・立川【ムラサキパーク立川立飛】特設会場、野外フェス「サバフェス Vol.3」に出演。
- 4月26日 – 大阪（心斎橋周辺4会場）、FOMARE主催サーキットイベント「SLAM CIRCUIT 2025 OSAKA」に出演。
- 4月29日 – 福岡・シーサイドももち海浜公園 特設ステージ、地元福岡の大型野外音楽フェス「TRIANGLE 2025」に出演。
- 5月6日 – 埼玉・さいたまスーパーアリーナ、ロックフェス「VIVA LA ROCK 2025」に出演 。
- 5月19日〜30日 – 東京、名古屋、大阪、福岡で自主企画ツアー「シャイニングツアー2025」を開催。
- 6月14日 – 鹿児島・SR HALL、Arakezuri主催イベント「ADVANCE」に出演 。
- 8月以降、「覚醒少女ツアー2025」（全国21都市）を予定。

バンドは地元福岡でのイベントから全国規模のツアー・フェスまで精力的にライブ活動を展開しており、初のワンマンツアー成功や大型フェス出演を経て着実に動員と知名度を拡大している。今後予定されているツアーやイベントでも、更なる飛躍が期待される。

## メディア出演・取材

### テレビ番組出演
- バズリズム02（日本テレビ） – 2023年初頭放送の「これがバズるぞ2023」特集にて、期待の新人アーティスト第30位にランクイン[33]した 。地上波テレビで初めて全国的に紹介され、注目を集めるきっかけとなった。
- 超音波（テレビ東京） – 2024年10月11日深夜（27:15～）放送回に出演。スタジオトーク＆ライブ形式で出演し、新曲「革命」をテレビ初披露[34]した 。これがバンドにとって初の地上波音楽番組での生パフォーマンス出演となった。

### ラジオ番組出演
- KBCラジオ「KBC MUSIC PROGRAM “FUZZ”」 – 2024年10月度エンディングテーマに「革命」が起用され、同年10月7日放送回から番組内で楽曲が初オンエア[35]された 。楽曲紹介と共にバンドのコメントが流れ、地元局での露出を拡大した。
- KBCラジオ「MUSIC SPLASH」 – 2024年11月度の月間推薦曲（ヘビーローテーション）に「革命」が選出され、11月1日から11月30日まで番組内で頻繁に紹介された[36]。これにより福岡県内のラジオリスナーへの認知が大きく向上した。さらに、福岡KBCラジオの番組ドゥーモラジオでは期間限定で「ジ・エンプティの空っぽラジオ」を放送。期間中メンバーが出演して音楽やバンドに対する想いなどを語った[37]。  ※このほか、CROSS FMやFM福岡、RKB毎日放送など地元局の音楽番組でも楽曲オンエアやコメント出演が行われている。

### 雑誌・Webメディアでのインタビュー・特集
- VANITYMIX（ウェブマガジン） – 2024年10月30日付でWEB限定インタビューが掲載。メンバー4人が登場し、中学からの結成経緯や最新作『革命 e.p.』の制作背景、そして11月からの全国ツアーへの意気込みについて語った[32]。学生時代の思い出やバンドのテーマ「革命」に込めた想いなど、等身大の言葉が綴られている[32]。
- SATANIC ENT.（ウェブサイト） – 2024年11月5日に公開されたインタビュー「ジ・エンプティ “革命 e.p.” INTERVIEW!!」にて、新作『革命 e.p.』についてメンバー全員が発言[38]。楽曲「革命」で起こしたい“革命”への想いや、バンドにとっての挑戦となった制作過程について詳細に語っている[38]。
- Talking Rock! 24年10月号増刊号掲載『Talking Rock! FES.2024』完全リポート大特集!!にでジ・エンプティが特集された[39]。
- 歌ネット「今日のうた」 – 2024年10月30日付のコラムにギター・トクナガシンノスケが登場。最新EP発売と全国ツアー開催について触れつつ[40]、表題曲「革命」の歌詞に込めた想いと独自の作曲法についてエッセイ形式で綴った[40]。楽曲の背景やバンドの成長が本人の言葉で語られている。
- BARKS – 2024年3月1日付の記事にて、所属レーベルであるNo Big Deal Recordsの合同ツアー〈Young Groove Tour 2024〉ファイナル公演（2月27日・下北沢SHELTER）の公式レポートを掲載[3]。ジ・エンプティは4組中2番手で出演し、2019年の結成から2023年12月のレーベル加入を経てツアーに参加するまでの経緯やライブ当日のパフォーマンスが伝えられた[3]。
- ぴあ（PIA） – 音楽ウェブ媒体「ぴあ」ではバンドのライブレポートが複数公開されている。例えば、2024年6月21日付の記事では、ジ・エンプティ主催のツーマンイベント「ロマンティックナイト」東京公演（6月13日＠Spotify O-Crest）について詳報[13]。地元福岡編（6月5日＠福岡graf：ゲスト・ヤングオオハラ）に続く東京編では先輩バンドHERO COMPLEXとの共演が実現し、ソールドアウトの会場で両バンドの熱演が紹介された。また2024年11月28日付で初日千葉LOOK公演（ゲスト：サバシスター）、2025年1月7日付でツアーファイナル福岡BEAT STATION公演（ゲスト：FOMARE）の公式レポートも掲載されており、ツアーを通じたバンドの成長ぶりが伝えられている[41]。

### 地元福岡・九州地方のメディア紹介
福岡県出身のバンドとして、地元メディアでの露出も多い。地元テレビ局・ラジオ局の音楽番組や情報番組で楽曲が取り上げられ、インタビューやコメント出演も行われている。

### 公式YouTube・配信動画での出演
ジ・エンプティの公式YouTubeチャンネルでは、ミュージック・ビデオのほかライブ映像やドキュメンタリー風コンテンツも発信されている。リリース毎にトレーラー映像を公開しており、例えば2nd EP『革命 e.p.』発売時には収録曲ダイジェストや制作風景を盛り込んだ予告編動画を配信した。また、自主企画ライブ「ロマンティックナイト」やツアーのハイライト映像、メンバーへのインタビュー動画が各種媒体の公式チャンネルで公開されており、ネット上でもファンや視聴者にバンドの魅力を伝えている（※MV以外の公式映像にも出典参照）。